# Lámíne Ben Azíza
Lámíne Ben Azíza (arabul: لامين بن عزيزة); Grombalia, 1952. november 10. –) tunéziai válogatott labdarúgókapus. 

## Pályafutása

### Klubcsapatban
1972 és 1980 között az Étoile du Sahel, 1980 és 1983 között a Hammam Lif csapatában játszott. 

### A válogatottban
1976 és 1982 között 52 alkalommal szerepelt a tunéziai válogatottban és 2 gólt szerzett. Részt vett az 1978-as Afrikai nemzetek kupáján és az 1978-as világbajnokságon, de egyetlen csoportmérkőzésen sem lépett pályára.

## Sikerei, díjai
Étoile du Sahel
- Tunéziai bajnok (1): 1971–72